# جيف غودل
جيف غودل (بالإنجليزية: Jeff Goodell)‏ هو صحفي أمريكي، ولد في 1950.